# FLOWERS (山崎まさよしのアルバム)
『FLOWERS』（フラワーズ）は、山崎まさよし通算10枚目のスタジオ・アルバム。2013年9月18日発売。制作はNAYUTAWAVE RECORDS、発売・販売元はユニバーサルミュージック合同会社。規格品番はUPCH-20328。

## 解説
前作『HOBO's MUSIC』（2010年10月27日発売、UPCH-20207）以来となるアルバム。本作はおよそ3年ぶりのオリジナル・フルアルバムとなり、1995年から2013年時点までに発売されたオリジナル・フルアルバムの中では、過去3番目に長いインターバルとなった作品である。ただし、その間にライブ・アルバムや企画アルバムは一般発売されている。
2012年から2013年にかけて発売された4枚のシングルからはA面楽曲のみが収録された。オリジナル・フルアルバム内では1995年の歌手デビュー以来初めて、カバー楽曲が収録された。また、初めての全編英語詞オリジナル楽曲が収録されている。
2012年から2013年にかけて開催されたコンサートツアー「YAMAZAKI MASAYOSHI TOUR 2012-2013 "SEED FOLKS"」を経ての作品であり、同時に2011年3月11日の東日本大震災以後、初めて発表したスタジオ・アルバムである。その震災や、自身に家族が増えたことなどが歌詞や音楽性に影響を与えているとインタビューで明言している。
パッケージはCD-DA1枚の通常盤（UPCH-20328）と、前述のシングルA面楽曲のミュージック・ビデオが収録されたDVD-Video付初回限定盤（UPCH-29151）と2種類で発売された。前々作『IN MY HOUSE』（UPCH-20158）や前作に引き続き、初回盤に限り高品質とされるスーパー・ハイ・マテリアルCD（SHM-CD）仕様である。初回盤、通常盤はそれぞれジャケット写真が異なっている。発売当時の生産分にはパッケージフィルムにタイアップ情報を記載したシールが貼られた。

## 収録曲

### CD
- 全曲作詞・作曲: 山崎将義 Except M-3 Bob Marley
- 「#9 story」英訳: 岡田さくら

|    | 曲名                                                         | 演奏時間 | 編曲               |
| 01 | はじまりのDing Dong                                          | 3分10秒  | 山崎将義           |
| 01 | 映画『キタキツネ物語【35周年リニューアル版】』オープニング曲 |          |                    |
| 02 | 太陽の約束                                                   | 4分15秒  | 山崎将義・服部隆之 |
| 02 | NHK総合『スタジオパークからこんにちは』テーマ曲              |          |                    |
| 03 | Redemption Song                                              | 3分37秒  | 山崎将義           |
| 04 | Higher Round                                                 | 4分16秒  | 山崎将義           |
| 05 | #9 story                                                     | 2分29秒  | 山崎将義           |
| 06 | アルタイルの涙                                               | 4分9秒   | 山崎将義           |
| 06 | NHK時代劇『妻は、くノ一』主題歌                              |          |                    |
| 07 | 星空ギター                                                   | 4分21秒  | 山崎将義           |
| 07 | セイコー「LUKIA」コマーシャルソング                          |          |                    |
| 08 | ネタバレシャッフル                                           | 3分20秒  | 山崎将義           |
| 09 | アフロディーテ                                               | 3分52秒  | 山崎将義           |
| 10 | Green Bird                                                   | 3分55秒  | 山崎将義           |
| 11 | Flowers                                                      | 3分36秒  | 山崎将義           |
| 12 | #9 story（reprise）                                          | 1分55秒  | 山崎将義           |
| 13 | 道                                                           | 4分28秒  | 山崎将義・服部隆之 |
| 13 | 映画『キタキツネ物語【35周年リニューアル版】』主題歌         |          |                    |

### DVD
- MUSIC CLIP DVD

1. 太陽の約束
2. アフロディーテ
3. 星空ギター
4. アルタイルの涙

## 演奏
- 山崎まさよし：Vocal, Guitars, Harmonica & Programming (All Tracks)
- 江川ゲンタ：Drums & Percussion (#2.3.4.7-11)
- 中村キタロー：Bass (#2.4.7-11)
- 西慎嗣：Guitar (#7)
- 荒井伝太
  - Hammond Organ (#4)
  - Piano (#10.11)
- 村山☆潤：Piano (#2)
- RUSH by 加藤鷹志：Strings (#2.13)
- 藤井珠緒
  - Glockenspiel (#2)
  - Vibraphone (#4.11)
  - Percussion (#13)
- 四家卯大：Cello (#6)
- 土屋玲子：二胡, Violin, Additional Strings Arrangement & Playing (#6)
- 相川等、前田大輔 (オルケスタ・デ・ラ・ルス)：Trombone (#9)
- 佐久間勲、五反田靖 (オルケスタ・デ・ラ・ルス)：Trumpet (#9)
- 紺野紗衣：Piano (#13)
- 藤田乙比古、勝俣泰、岸上穣：Horn (#13)
- 栗山善親：Synthesizer Programming (#13)
- 服部隆之
  - Strings Arrangement (#2.13)
  - Conductor (#13)

## 関連作品
| 楽曲           | シングル                            | ライブ音源・映像 |
| 太陽の約束     | 28thシングル「太陽の約束」A面曲     |                  |
| アルタイルの涙 | 31stシングル「アルタイルの涙」A面曲 |                  |
| 星空ギター     | 30thシングル「星空ギター」A面曲     |                  |
| アフロディーテ | 29thシングル「アフロディーテ」A面曲 |                  |